# Seis Nações 2006
O Seis Nações 2006 foi a sétima série do Seis Nações, incluindo as versões anteriores como o Home Nations e o Cinco Nações, esta foi a 112 ª séries do campeonato.

A França venceu a competição em pontos de diferença sobre a Irlanda.
 
A Irlanda venceu o Troféu Tríplice Coroa , vencendo todas as partidas contra as outras seleções
britânicas: País de Gales, Escócia e Inglaterra.

Pela primeira vez desde 2000, a Escócia venceu a Copa Calcutá conta a Inglaterra.

A Itália mais uma vez recolhida a Colher de Madeira, mas apresentou melhora considerável nos últimos anos, ganhando um ponto a concorrência primeira vez fora de casa no empate contra o País de Gales.

## Classificação
| Colocação | Seleção       | Partidas | Partidas | Partidas | Partidas | Pontuação | Pontuação | Pontuação | Pontuação | Pontos |
| Colocação | Seleção       | Jogos    | Vitórias | Empates  | Derrotas | Marcados  | Sofridos  | Saldo     | Tries     | Pontos |
| --------- | ------------- | -------- | -------- | -------- | -------- | --------- | --------- | --------- | --------- | ------ |
| 1         | França        | 5        | 4        | 0        | 1        | 148       | 85        | +63       | 18        | 8      |
| 2         | Irlanda       | 5        | 4        | 0        | 1        | 131       | 97        | +34       | 12        | 8      |
| 3         | Escócia       | 5        | 3        | 0        | 2        | 78        | 81        | −3        | 5         | 6      |
| 4         | Inglaterra    | 5        | 2        | 0        | 3        | 120       | 106       | +14       | 12        | 4      |
| 5         | País de Gales | 5        | 1        | 1        | 3        | 80        | 135       | −55       | 9         | 3      |
| 6         | Itália        | 5        | 0        | 1        | 4        | 72        | 125       | −53       | 5         | 1      |

## Jogos

### Rodada 1
| 4 de Fevreiro de 2006 13:30 GMT                                                         |         |                                                                      |                                                              |
| Irlanda                                                                                 | 26 – 16 | Itália                                                               | Lansdowne Road, Dublin Público: 49,500 Árbitro: Dave Pearson |
| Tries: Flannery 26' c Bowe 48' c Con: O'Gara (2) Pen: O'Gara (4) 40+2', 60', 70', 80+4' |         | Try: Mi. Bergamasco 30' c Con: Pez Pen: Pez (2) 13', 64' Griffen 45' | Lansdowne Road, Dublin Público: 49,500 Árbitro: Dave Pearson |

| 4 de Fevreiro de 2006 15:30 GMT |         |                                                                 |                                                         |
| Inglaterra | 47 – 13 | País de Gales                                                   | Twickenham, London Público: 81,000 Árbitro: Paul Honiss |
| Tries: Cueto 15' c Moody 31' m Tindall 65' m Dallaglio 75' c Dawson 78' c Voyce 80+7' c Con: Hodgson (2) Goode (2) Pen: Hodgson (3) 28', 45', 55' |         | Try: M. Williams 35' c Con: S. Jones Pen: S. Jones (2) 21', 53' | Twickenham, London Público: 81,000 Árbitro: Paul Honiss |

| 5 de Fevreiro de 2006 15:00 GMT                                             |         |                                                                   |                                                                               |
| Escócia                                                                     | 20 – 16 | França                                                            | Murrayfield, Edinburgh Público: 66,028 Árbitro: Jonathan Kaplan África do Sul |
| Tries: Lamont (2) 11' c, 46' c Con: Paterson (2) Pen: Paterson (2) 22', 33' |         | Tries: Bonnaire 50' m Bruno 80+2' m Pen: Élissalde (2) 40+2', 62' | Murrayfield, Edinburgh Público: 66,028 Árbitro: Jonathan Kaplan África do Sul |

### Rodada 2
| 11 de Fevreiro de 2006 13:30 GMT                                                                                      |         |                                                                                                  |                                                             |
| França | 43 – 31 | Irlanda                                                                                          | Stade de France, Paris Público: 80,000 Árbitro: Paul Honiss |
| Tries: Rougerie 3' m Magne 8' c Marty (2) 18' c, 58' c Heymans (2) 37' c, 45' c Con: Élissalde (5) Pen: Élissalde 32' |         | Tries: O'Gara 59' c D'Arcy 63' c O'Callaghan 71' c Trimble 74' c Con: O'Gara (4) Pen: O'Gara 30' | Stade de France, Paris Público: 80,000 Árbitro: Paul Honiss |

| 11 de Fevreiro de 2006 16:00 GMT                                           |         | |                                                              |
| Itália                                                                     | 16 – 31 | Inglaterra                                                                                              | Stadio Flaminio, Rome Público: 24,973 Árbitro: Kelvin Deaker |
| Try: Mi. Bergamasco 80+4' c Con: Pez Pen: Pez 37' Drop: Pez (2) 40+1', 42' |         | Tries: Tindall 30' c Hodgson 57' c Cueto 70' c Simpson-Daniel 80+9' c Con: Hodgson (4) Pen: Hodgson 51' | Stadio Flaminio, Rome Público: 24,973 Árbitro: Kelvin Deaker |

| 12 de Fevreiro de 2006 15:00 GMT                                                  |         |                                                                                    |                                                                  |
| País de Gales                                                                     | 28 – 18 | Escócia                                                                            | Millennium Stadium, Cardiff Público: 73,340 Árbitro: Steve Walsh |
| Tries: Penalty try 7' c G. Thomas (2) 35' c, 64' c Sidoli 54' c Con: S. Jones (4) |         | Tries: Southwell 80+4' m Paterson 80+7' c Con: Paterson Pen: Paterson (2) 19', 39' | Millennium Stadium, Cardiff Público: 73,340 Árbitro: Steve Walsh |

### Rodada 3
| 25 de Fevreiro de 2006 14:00 GMT |         |                                          |                                                                 |
| França | 37 – 12 | Itália                                   | Stade de France, Paris Público: 73,978 Árbitro: Tony Spreadbury |
| Tries: Lièvremont 31' m Nyanga 59' m de Villiers 72' c Rougerie 80+6' c Michalak 80+10' c Con: Yachvili (3) Pen: Élissalde 5' Yachvili 47' |         | Pen: Pez (3) 10', 20', 28' Drop: Pez 38' | Stade de France, Paris Público: 73,978 Árbitro: Tony Spreadbury |

| 25 de Fevreiro de 2006 17:30 GMT                           |         |                                    |                                                            |
| Escócia                                                    | 18 – 12 | Inglaterra                         | Murrayfield, Edinburgh Público: 67,500 Árbitro: Alan Lewis |
| Pen: Paterson (5) 3', 43', 48', 75', 80+1' Drop: Parks 58' |         | Pen: Hodgson (4) 8', 41', 64', 78' | Murrayfield, Edinburgh Público: 67,500 Árbitro: Alan Lewis |

| 26 de Fevreiro de 2006 15:00 GMT                                                                         |        |                    |                                                                               |
| Irlanda                                                                                                  | 31 – 5 | País de Gales      | Lansdowne Road, Dublin Público: 80,000 Árbitro: Jonathan Kaplan África do Sul |
| Tries: Wallace 29' m Horgan 44' c Stringer 80+12' c Con: O'Gara (2) Pen: O'Gara (4) 18', 40+1', 48', 59' |        | Try: M. Jones 9' m | Lansdowne Road, Dublin Público: 80,000 Árbitro: Jonathan Kaplan África do Sul |

### Rodada 4
| 11 de Março de 2006 13:30 GMT                                                |         |                                                                     |                                                                 |
| País de Gales                                                                | 18 – 18 | Itália                                                              | Millennium Stadium, Cardiff Público: 74,000 Árbitro: Joël Jutge |
| Tries: M. Jones 12' m S. Jones 29' c Con: S. Jones Pen: S. Jones (2) 4', 63' |         | Tries: Galon 17' m Canavosio 40+6' c Con: Pez Pen: Pez (2) 40', 47' | Millennium Stadium, Cardiff Público: 74,000 Árbitro: Joël Jutge |

| 11 de Março de 2006 15:30 GMT          |        |                                 |                                                  |
| Irlanda                                | 15 – 9 | Escócia                         | Lansdowne Road, Dublin Árbitro: Stuart Dickinson |
| Pen: O'Gara (5) 3', 10', 24', 38', 58' |        | Pen: Paterson (3) 11', 17', 28' | Lansdowne Road, Dublin Árbitro: Stuart Dickinson |

| 12 de Março de 2006 15:00 GMT                                                                          |        |                              |                                                               |
| França                                                                                                 | 31 – 6 | Inglaterra                   | Stade de France, Paris Público: 74,000 Árbitro: Alain Rolland |
| Tries: Fritz 1' c Traille 70' m Dominici 80+3' c Con: Yachvili (2) Pen: Yachvili (4) 7', 11', 34', 77' |        | Pen: Hodgson 40+4' Goode 43' | Stade de France, Paris Público: 74,000 Árbitro: Alain Rolland |

### Rodada 5
| 18 de Março de 2006 13:30 GMT                  |         |                                                                    |                                                              |
| Itália                                         | 10 – 13 | Escócia                                                            | Stadio Flaminio, Rome Público: 24,062 Árbitro: Alain Rolland |
| Try: Mi. Bergamasco 7' c Con: Pez Pen: Pez 58' |         | Try: Paterson 13' c Con: Paterson Pen: Paterson 78' Drop: Ross 40' | Stadio Flaminio, Rome Público: 24,062 Árbitro: Alain Rolland |

| 18 de Março de 2006 15:30 GMT                                          |         |                                                                                                 |                                                                  |
| País de Gales                                                          | 16 – 21 | França                                                                                          | Millennium Stadium, Cardiff Público: 74,500 Árbitro: Chris White |
| Try: Luscombe 34' c Con: S. Jones Pen: S. Jones (2) 5', 27' Henson 60' |         | Tries: Szarzewski 50' m Fritz 80' c Con: Élissalde Pen: Yachvili (2) 12', 40+2' Élissalde 80+6' | Millennium Stadium, Cardiff Público: 74,500 Árbitro: Chris White |

| 18 de Março de 2006 17:30 GMT                                                 |         |                                                                                         |                                                              |
| Inglaterra                                                                    | 24 – 28 | Irlanda                                                                                 | Twickenham, London Público: 81,986 Árbitro: Nigel Whitehouse |
| Tries: Noon 2' m Borthwick 52' c Con: Goode Pen: Goode (4) 38', 44', 69', 75' |         | Tries: Horgan (2) 8' m, 79' c Leamy 59' c Con: O'Gara (2) Pen: O'Gara (3) 17', 37', 43' | Twickenham, London Público: 81,986 Árbitro: Nigel Whitehouse |